# Ruptura en vuelo
Una ruptura en vuelo (en inglés: In-flight breakup), también conocido como ruptura en el aire o ruptura en pleno vuelo, es una falla catastrófica de la estructura de una aeronave que provoca su fragmentación en pleno vuelo. Esto puede provocar la muerte de todos los ocupantes y la destrucción de la aeronave. Las rupturas en vuelo son eventos poco frecuentes pero devastadores, causados por diversos factores.

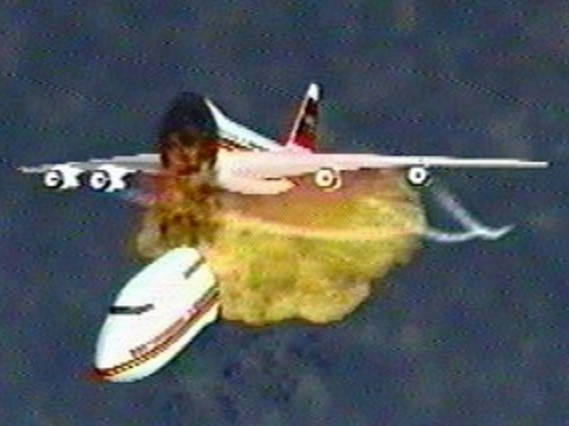
Representación de la ruptura en vuelo del vuelo 800 de TWA, causado por la explosión del tanque de combustible central debido a un cortocircuito.

## Causas
Los fallos en el diseño o la fabricación de la aeronave pueden crear puntos débiles o concentraciones de tensiones en la estructura. El uso constante y los repetidos ciclos de carga y descarga de la aeronave pueden provocar grietas por fatiga. Además, errores del piloto o condiciones meteorológicas adversas pueden provocar que la aeronave experimente condiciones más extremas de las que su diseño puede tolerar.En algunos casos, el sabotaje o el terrorismo pueden dañar sistemas o componentes críticos, provocando una falla catastrófica.

## Clasificación
Las rupturas en vuelo se pueden clasificar en dos categorías:

### Rupturas accidentales o no intencionales
Estas son causadas por factores técnicos, humanos o naturales, sin intención deliberada de dañar la aeronave, algunos ejemplos son:
- Falla estructural: por fatiga del metal, corrosión, entre otros, que puede causar la ruptura o desintegración de una sección de la aeronave.

- Error humano: así como el error de mantenimiento puede causar la ruptura en vuelo de una aeronave.

- Condiciones meteorológicas extremas: tormentas o turbulencia severa pueden provocar que la estructura de aeronave no soporte más y ocasione la ruptura en vuelo.

- Diseño defectuoso: errores en la ingeniería o fabricación del avión pueden ser causa de una ruptura en vuelo.

### Rupturas intencionales o deliberadas
Son provocadas por acciones humanas con la intención de causar daño:
- Sabotaje: manipulación o colocación de explosivos que provoquen la ruptura en vuelo.

- Terrorismo: ataques con explosivos o armas.

- Secuestros violentos: cuando conllevan la destrucción y ruptura deliberada de la aeronave en vuelo.

## Rupturas notables durante el vuelo
- Vuelo 783 de BOAC, Vuelo 781 de BOAC y Vuelo 201 de South African Airways (1953-1954): El vuelo 783, 781 y el vuelo 201 fueron tres aviones de Havilland Comet que sufrieron averías en vuelo debido a fallos estructurales en el fuselaje. Estos accidentes obligaron a la aeronave a permanecer en tierra durante cuatro años.
- Vuelo 007 de Korean Air Lines (1983): Un Boeing 747 fue derribado por un interceptor soviético tras invadir el espacio aéreo soviético. El avión sufrió una ruptura en vuelo tras ser alcanzado por un misil.[2]Los 269 ocupantes a bordo murieron.
- Vuelo 182 de Air India (1985): Un Boeing 747 fue destruido por una bomba colocada por un terrorista que provocó que el avión explotara o se desintegrara en vuelo frente a la costa del Cork, Irlanda en el Océano Atlántico. Todos los 329 ocupantes a bordo murieron.
- Vuelo 103 de Pan Am (1988):  Un Boeing 747 que fue destruido por una bomba sobre la ciudad de Lockerbie en Escocia matando a los 259 ocupantes a bordo y a 11 en tierra.
- Vuelo 800 de TWA (1996): Un Boeing 747-131 sufrió una ruptura en vuelo sobre el Océano Atlántico cerca de Nueva York. La ruptura fue causada por la explosión de un tanque de combustible a causa de un incendio eléctrico.[3]Las 230 personas que iban a bordo murieron.
- Vuelo 587 de American Airlines (2001):  Un Airbus A300-600 sufrió una ruptura casi total en pleno vuelo sobre Queens, Nueva York, poco después del despegue. El estabilizador vertical se separó de la aeronave debido a entradas excesivas del pedal del timón por parte del primer oficial debido a una falta de entrenamiento adecuado,[4]junto con cargas aerodinámicas inesperadas, las 260 personas a bordo y cinco en tierra fallecieron.
- Vuelo 611 de China Airlines (2002): Un Boeing 747-200B se desintegró en el aire sobre el Estrecho de Taiwán debido a una falla estructural causada por reparaciones inadecuadas realizadas después de un golpe de cola 22 años antes.[5]Los 225 ocupantes a bordo murieron.
- Vuelo 1907 de Gol Transportes Aéreos (2006): Una colisión en el aire con un avión comercial Embraer Legacy 600 arrancó el ala izquierda del avión, lo que provocó una caída en espiral incontrolable y la posterior ruptura en vuelo.
- Vuelo 574 de Adam Air (2007): Experimentó una falla en el sistema de navegación inercial que le provocó desorientación espacial. Sin que los pilotos lo supieran, el avión se precipitó en picado, lo que posteriormente sobrepasó la velocidad y se desintegró.
- Accidente de helicóptero en el río Hudson (2025): Un helicóptero turístico Bell 206 sufrió una ruptura en pleno vuelo y se estrelló en el río Hudson cerca de Newport, Nueva Jersey. Las seis personas a bordo murieron.